# اروارتون
اروارتون (به انگلیسی: Erwarton) یک روستا در بریتانیا است که در Arwarton واقع شده‌است. اروارتون ۱۲۶ نفر جمعیت دارد.